# Canton du Moyen Grésivaudan
Le canton du Moyen Grésivaudan est une circonscription électorale française du département de l'Isère.

## Histoire
Un nouveau découpage territorial de l'Isère entre en vigueur à l'occasion des élections départementales de 2015. Il est défini par le décret du 18 février 2014, en application des lois du 17 mai 2013 (loi organique 2013-402 et loi 2013-403). Les conseillers départementaux sont, à compter de ces élections, élus au scrutin majoritaire binominal mixte. Les électeurs de chaque canton élisent au Conseil départemental, nouvelle appellation du Conseil général, deux membres de sexe différent, qui se présentent en binôme de candidats. Les conseillers départementaux sont élus pour 6 ans au scrutin binominal majoritaire à deux tours, l'accès au second tour nécessitant 12,5 % des inscrits au 1er tour. En outre la totalité des conseillers départementaux est renouvelée. Ce nouveau mode de scrutin nécessite un redécoupage des cantons dont le nombre est divisé par deux avec arrondi à l'unité impaire supérieure si ce nombre n'est pas entier impair, assorti de conditions de seuils minimaux. Dans l'Isère, le nombre de cantons passe ainsi de 58 à 29.
Le canton du Moyen Grésivaudan est formé de communes des anciens cantons de Saint-Ismier (3 communes), de Domène (8 communes) et du Touvet (6 communes). Le canton est entièrement inclus dans l'arrondissement de Grenoble. Le bureau centralisateur est situé à Crolles.

## Représentation
| Période élective | Période élective | Mandat | Mandat   | Identité           | Nuance | Nuance | Qualité |
| ---------------- | ---------------- | ------ | -------- | ------------------ | ------ | ------ | --- |
| 2015             | 2021             | 2015   | 2021     | Bernard Michon     |        | PS     | éducateur spécialisé à la Sauvegarde de l’Enfance, maire de Revel (2001-2020) Président du groupe "Parti socialiste et apparentés"  |
| 2015             | 2021             | 2015   | 2021     | Flavie Rebotier    |        | PS     | consultante dans une société de service pour les PME, PMI, start-up Conseillère municipale de Saint-Nazaire-les-Eymes jusqu'en 2020 |
| 2021             | 2028             | 2021   | en cours | Annick Guichard    |        | DVD    | Retraitée, maire de La Terrasse |
| 2021             | 2028             | 2021   | en cours | Christophe Suszylo |        | DVD    | Expert-comptable, maire du Versoud 14ème vice-président chargé du tourisme et de l'attractivité                                     |

### Résultats détaillés

#### Élections de mars 2015
À l'issue du 1er tour des élections départementales de 2015, deux binômes sont en ballottage : Bernard Michon et Flavie Rebotier (Union de la Gauche, 28,7 %) et Lucile Ferradou et Maxime Le Pendeven (Union de la Droite, 23,32 %). Le taux de participation est de 51,48 % (17 620 votants sur 34 229 inscrits) contre 49,24 % au niveau départemental et 50,17 % au niveau national.
Au second tour, Bernard Michon et Flavie Rebotier (Union de la Gauche) sont élus avec 52,12 % des suffrages exprimés et un taux de participation de 49,56 % (8 143 voix pour 16 966 votants et 34 231 inscrits).

#### Élections de juin 2021
Le premier tour des élections départementales de 2021 est marqué par un très faible taux de participation (33,26 % au niveau national). Dans le canton du Moyen Grésivaudan, ce taux de participation est de 35,27 % (12 446 votants sur 35 290 inscrits) contre 31,88 % au niveau départemental. À l'issue de ce premier tour, deux binômes sont en ballottage : Bernard Michon et Flavie Rebotier (Union à gauche avec des écologistes, 37,65 %) et Annick Guichard et Christophe Suszylo (Divers, 30,56 %).
Le second tour des élections est marqué une nouvelle fois par une abstention massive équivalente au premier tour. Les taux de participation sont de 34,36 % au niveau national, 32,23 % dans le département et 36,09 % dans le canton du Moyen Grésivaudan. Annick Guichard et Christophe Suszylo (Divers) sont élus avec 51,81 % des suffrages exprimés (6 336 voix pour 12 733 votants et 35 278 inscrits),,.

## Composition
Lors de sa création, le canton du Moyen Grésivaudan était composé de dix-sept communes entières.
Le 1er janvier 2019, les communes de Saint-Bernard, Saint-Hilaire et Saint-Pancrasse fusionnent pour constituer la commune nouvelle de Plateau-des-Petites-Roches. Le nombre des communes du canton est alors de 15.
| Nom                             | Code Insee | Intercommunalité  | Superficie (km2) | Population (dernière pop. légale) | Densité (hab./km2) | Modifier                                    |
| ------------------------------- | ---------- | ----------------- | ---------------- | --------------------------------- | ------------------ | ------------------------------------------- |
| Crolles (bureau centralisateur) | 38140      | CC Le Grésivaudan | 14,21            | 8 463 (2022)                      | 596                | modifier les données · modifier les données |
| Bernin                          | 38039      | CC Le Grésivaudan | 7,67             | 3 230 (2022)                      | 421                | modifier les données · modifier les données |
| La Combe-de-Lancey              | 38120      | CC Le Grésivaudan | 18,55            | 730 (2022)                        | 39                 | modifier les données · modifier les données |
| Laval-en-Belledonne             | 38206      | CC Le Grésivaudan | 25,33            | 1 009 (2022)                      | 40                 | modifier les données · modifier les données |
| Lumbin                          | 38214      | CC Le Grésivaudan | 6,77             | 2 157 (2022)                      | 319                | modifier les données · modifier les données |
| Plateau-des-Petites-Roches      | 38395      | CC Le Grésivaudan | 36,91            | 2 432 (2022)                      | 66                 | modifier les données · modifier les données |
| Revel                           | 38334      | CC Le Grésivaudan | 29,55            | 1 323 (2022)                      | 45                 | modifier les données · modifier les données |
| Saint-Ismier                    | 38397      | CC Le Grésivaudan | 14,90            | 7 087 (2022)                      | 476                | modifier les données · modifier les données |
| Saint-Jean-le-Vieux             | 38404      | CC Le Grésivaudan | 4,59             | 276 (2022)                        | 60                 | modifier les données · modifier les données |
| Saint-Mury-Monteymond           | 38430      | CC Le Grésivaudan | 11,09            | 335 (2022)                        | 30                 | modifier les données · modifier les données |
| Saint-Nazaire-les-Eymes         | 38431      | CC Le Grésivaudan | 8,49             | 3 013 (2022)                      | 355                | modifier les données · modifier les données |
| Sainte-Agnès                    | 38350      | CC Le Grésivaudan | 26,85            | 565 (2022)                        | 21                 | modifier les données · modifier les données |
| La Terrasse                     | 38503      | CC Le Grésivaudan | 9,47             | 2 463 (2022)                      | 260                | modifier les données · modifier les données |
| Le Versoud                      | 38538      | CC Le Grésivaudan | 6,35             | 4 940 (2022)                      | 778                | modifier les données · modifier les données |
| Villard-Bonnot                  | 38547      | CC Le Grésivaudan | 5,84             | 7 445 (2022)                      | 1 275              | modifier les données · modifier les données |
| Canton du Moyen Grésivaudan     | 3818       |                   | 226,57           | 45 468 (2022)                     | 201                | modifier les données                        |

## Démographie
En 2022, le canton comptait 45 468 habitants, en évolution de +2,18 % par rapport à 2016 (Isère : +3,07 %, France hors Mayotte : +2,11 %).
| 2013   | 2018   | 2022   |
| ------ | ------ | ------ |
| 44 021 | 44 585 | 45 468 |